# Monodontomerus kazakhstanicus
Monodontomerus kazakhstanicus är en stekelart som beskrevs av Grissell och Zerova 2000. Monodontomerus kazakhstanicus ingår i släktet Monodontomerus och familjen gallglanssteklar.
Artens utbredningsområde är Kazakstan. Inga underarter finns listade i Catalogue of Life.